# Institut national de la santé et de la recherche médicale

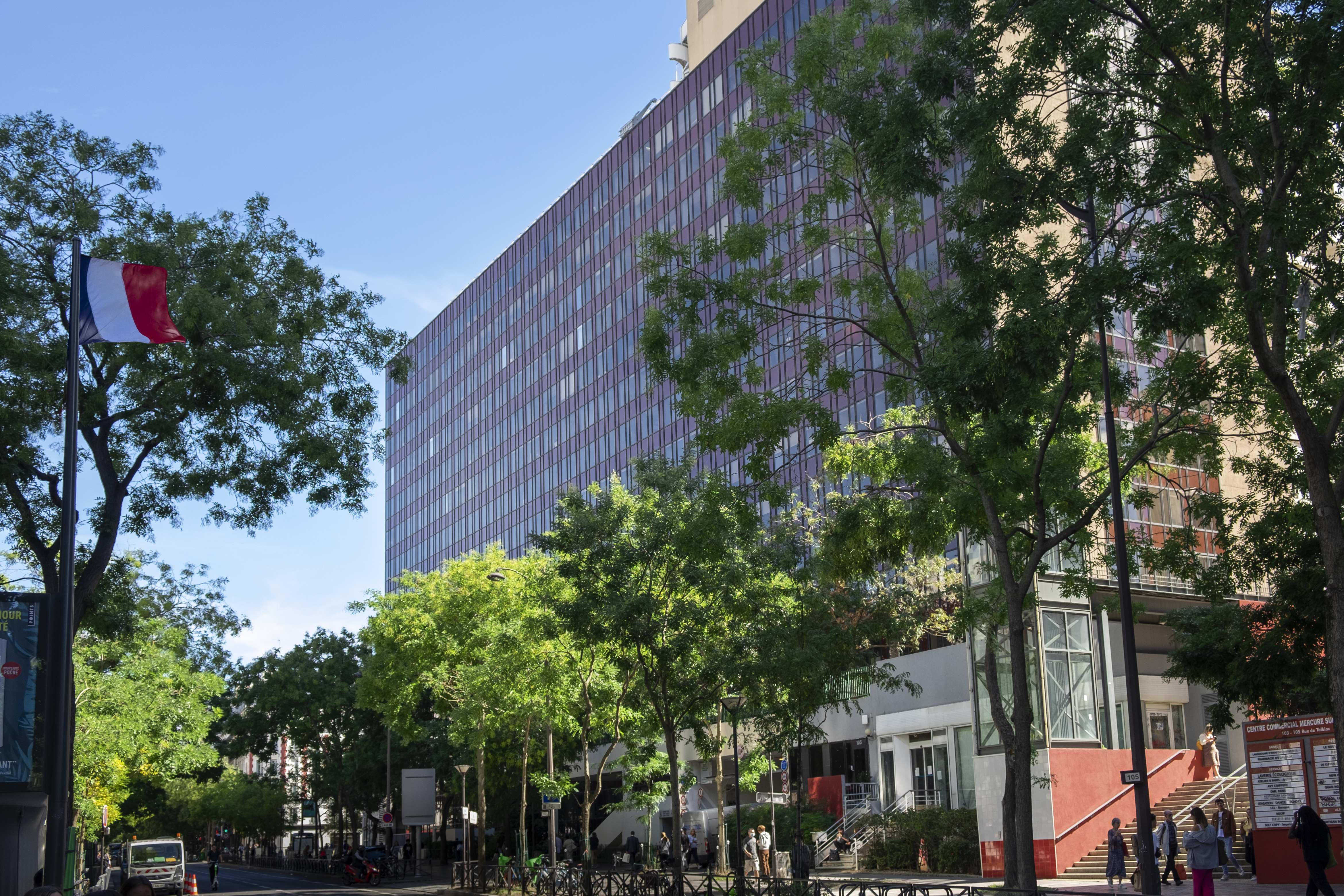
INSERM

L'Institut national de la santé et de la recherche médicale (Inserm, lett. "Istituto nazionale della sanità e della ricerca medica") è l'istituto nazionale francese per la ricerca sulla salute e la medicina.
L'istituto è stato creato nel 1964 dall'allora ministro della salute francese Raymond Marcellin.
Secondo le SCImago Institutions Rankings 2019, Inserm è classificata come la seconda migliore istituzione di ricerca nel settore sanitario (dietro l'NIH) e la 22 in tutti i settori.